# Liste der Kulturdenkmäler in Heiligenmoschel
In der Liste der Kulturdenkmäler in Heiligenmoschel sind alle Kulturdenkmäler der rheinland-pfälzischen Ortsgemeinde Heiligenmoschel aufgeführt. Grundlage ist die Denkmalliste des Landes Rheinland-Pfalz (Stand: 21. Juli 2023).

## Einzeldenkmäler
| Bezeichnung                 | Lage                                                                   | Baujahr                            | Beschreibung | Bild            |
| --------------------------- | ---------------------------------------------------------------------- | ---------------------------------- | --- | --------------- |
| Wohnhaus                    | Hauptstraße 10/12 Lage                                                 | 1703                               | barockes Fachwerkhaus, teilweise massiv, bezeichnet 1703                                                                   | BW              |
| Wohnhaus                    | Im Pfarrhof 2 Lage                                                     | zweite Hälfte des 18. Jahrhunderts | ehemaliger protestantischer Pfarrhof; spätbarocker Krüppelwalmdachbau, zweite Hälfte des 18. Jahrhunderts                  | BW              |
| Protestantische Pfarrkirche | Kirchgasse 33 Lage                                                     | um 1300                            | barocker Saalbau, bezeichnet 1748/49, Architekt Sigmund Jacob Haeckher; gotischer Ostturm, um 1300, Glockengeschoss barock | BW              |
| Kriegerdenkmal              | Kirchgasse, bei Nr. 33 Lage                                            | 1920er Jahre                       | Kriegerdenkmal 1914/18, 1920er Jahre, Soldat                                                                               | BW              |
| Grenzstein                  | südlich des Ortes am Gemarkungsdreieck mit Otterberg und Höringen Lage | 13. Jahrhundert                    | Grenzstein, 13. Jahrhundert                                                                                                | BW              |
| Menhir                      | südlich des Ortes am Gemarkungsdreieck mit Otterberg und Höringen Lage |                                    | Menhir, Sandstein, jungsteinzeitlich                                                                                       | Fotos hochladen |